# Verke
Verke (ukrajinsky: Ви́рка nebo Ве́рке, Ві́рке, maďarsky: Vérke) je řeka na Zakarpatské Ukrajině, která protéká Zakarpatskou nížinou, okresy Iršava a Berehovo a je pravým přítokem řeky Serny (povodí Dunaje). V některých pramenech je uváděná jako vodní kanál, který spojuje řeku Boržavu s řekou Latoricou.

## Popis
Je dlouhá 33 km, její povodí činí 179 km². Údolí je široké 100 až 300 m. V roce 1892 byla nedaleko obce Boržava na řece Boržavě postavena přehrada. Voda vytéká přes pravobřežní propust hráze Boržavy a zásobuje řeku Verke vodou. Koryto řeky bylo částečně upraveno na kanál, břehy byly vyzděny kamenem, šířka kanálu je 10 m. Sklon řeky je 0,33 m na km. Ústí do řeky Serny v nadmořské výšce 108 m. Voda je využívána pro každodenní život a hospodářské účely, zavlažuje až 40 000 ha půdy. Jednou z funkcí je zředění odpadních vod města Berehovo, vesnice Velká Bakta a dalších míst podél toku řeky.
Protéká obcemi Boržava, Velká Bakta, Berehovo, Balažer, kolem obce Malá Bijhan.

## Zajímavosti

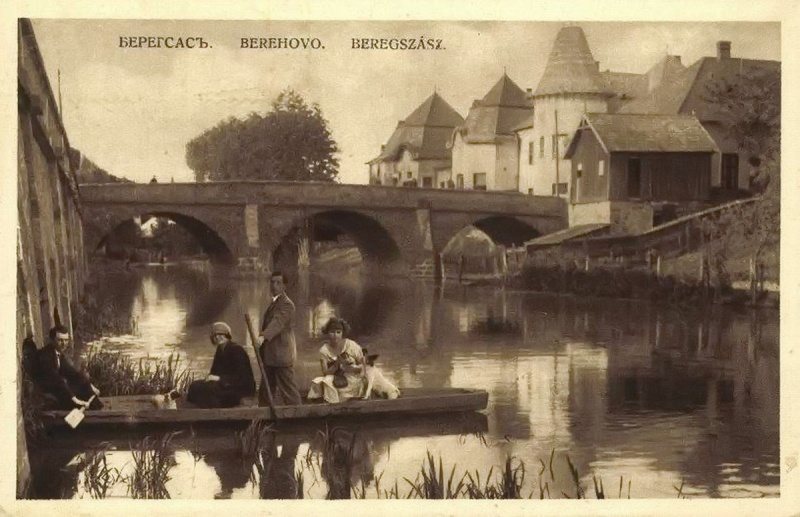
Kamenný most na řece Verke v Berehovo

V městě Berehovo je zachován nejstarší kamenný most, který byl postaven v letech 1850–1853 italským mistrem Jánosem Petruskou. Klenutý most je dlouhý 43 m a byl jedním z prvních kamenných mostů na Zakarpatské Ukrajině.